# Kylie Bunbury
Kylie Bunbury (* 30. ledna 1989 Hamilton, Ontario, Kanada) je kanadsko-americká herečka. Nejvíce se proslavila rolí Lacey Porter v seriálu stanice Freeform Twisted. V roce 2016 hrála hlavní roli v seriálu stanice Fox Vysněná meta.

## Životopis
Bunbury se narodila v Kanadě Kristi Novakové a Alexovi Bunburymu. Má polské a švédské kořeny po matce a guyanské a kanadské kořeny po otci. Své dětství strávila v Evropě (2 roky v Anglii a 7 let na ostrově Madeira v Portugalsku). Za svůj domov však považuje Prior Lake v Minnesotě. Má dva mladší bratry Taela a Logana.

## Kariéra
První role přišla s mýdlovou operou Tak jde čas, ve které se objevila v jedné epizodě jako Kathleen. Také získala role ve filmech Maturiťák a Spratci na zabití. Jednu z hlavních rolí si zahrála v seriálu stanice Freeform Twisted, seriál byl však po první sérii zrušen. V únoru 2015 bylo oznámeno, že si zahraje roli Eve ve sci-fi seriálu Pod kupolí. Od roku 2016 hraje hlavní roli Ginny Baker v baseballovém dramatickém seriálu Vysněná meta. Seriál byl zrušen po odvysílání první řady dne 1. května 2017. V roce 2017 získala jednu z rolí ve filmu Noční hra, film měl premiéru o rok později. V roce 2018 propůjčila svůj hlas do jednoho z dílů seriálu Robot Chicken.

## Osobní život
Dne 8. dubna 2018 se zasnoubila se svým přítelem Jon-Ryanem Alan Rigginsem. Dne 1. ledna 2020 se pár vzal. Dne 6. prosince 2021 se jim narodil syn.

## Filmografie
| Rok  | Název             | Role              | Poznámky            |
| ---- | ----------------- | ----------------- | ------------------- |
| 2011 | Maturiťák         | Jordan Lundley    |                     |
| 2011 | Spratci na zabití | Roxanne           |                     |
| 2014 | No Kid-ing!       | Lauren            | krátkometrážní film |
| 2018 | Noční hra         | Michelle Sterling |                     |
| 2020 | Eat Wheaties!     | Allison           |                     |
| 2021 | Warning           | Anna              |                     |

| Rok       | Název                                     | Role                                  | Poznámky                                |
| --------- | ----------------------------------------- | ------------------------------------- | --------------------------------------- |
| 2010      | Tak jde čas                               | Kathleen                              | díl 1.11388                             |
| 2013–2014 | Twisted                                   | Lacey Porter                          | hlavní role, 19 dílů                    |
| 2015      | Pod kupolí                                | Eva Sinclair/Dawn                     | hlavní role (3. řada), 13 dílů          |
| 2015      | Tut                                       | Suhad                                 | minisérie, 3 díly                       |
| 2016      | Vysněná meta                              | Ginny Baker                           | hlavní role, 10 dílů                    |
| 2017      | Zákon a pořádek: Útvar pro zvláštní oběti | detektiv Devin Holiday                | díl: „Chasing Demons“                   |
| 2018      | Robot Chicken                             | Helga Pataki / Oskarova matka / Dívka | díl: „Jew No. 1 Opens a Treasure Chest“ |
| 2018      | Get Christie Love                         | Christie Love                         | TV film                                 |
| 2019      | Když nás vidí                             | Angie Richardson                      | hlavní role, 4 díly                     |
| 2020      | The Twilight Zone                         | Claudia                               | díl: „Try, Try“                         |
| 2020      | Brave New World                           | Frannie Crowne                        | hlavní role, 9 dílů                     |
| 2020–2022 | Big Sky                                   | Cassie Dewell                         | hlavní role, 35 dílů                    |